# Tour du Táchira
Le Tour du Táchira (en espagnol : Vuelta al Táchira) est une course cycliste par étapes disputée dans l'État de Táchira, au Venezuela. Créé en 1966, il fait partie de l'UCI America Tour depuis 2005, en catégorie 2.2. 

## Palmarès
| Année | Vainqueur               | Deuxième                 | Troisième             |
| ----- | ----------------------- | ------------------------ | --------------------- |
| 1966  | Martín Emilio Rodríguez | Victor Leguizamón        | Gliserio Penagos      |
| 1967  | Gustavo Rincón          | Severo Hernández         | Jairo Cruz            |
| 1968  | Martín Emilio Rodríguez | Severo Hernández         | Javier Amado Suárez   |
| 1969  | Álvaro Pachón           | Hernando Gómez           | Nicolas Reidtler      |
| 1970  | Álvaro Pachón           | Pablo Hernández          | Miguel Samacá         |
| 1971  | Martín Emilio Rodríguez | Nicolas Reidtler         | Luis Gabino Rosales   |
| 1972  | Miguel Samacá           | Rafael Antonio Niño      | Fabio Acevedo         |
| 1973  | Santos Bermúdez         | Nicolas Reidtler         | Cirilo Correa         |
| 1974  | Álvaro Pachón           | Juan de Dios Morales     | Carlos Siachoque      |
| 1975  | Fernando Fontes         | Nicolas Reidtler         | Sergei Morosow        |
| 1976  | Fernando Fontes         | Nicolas Reidtler         | Efraín Pulido         |
| 1977  | José Patrocinio Jiménez | Nicolas Reidtler         | Luis Enrique Murillo  |
| 1978  | Efraín Rodríguez        | José Patrocinio Jiménez  | Plinio Casas          |
| 1979  | José Duaxt              | Viktor Okolelov          | Arcadio Méndez        |
| 1980  | Epifanio Arcila         | Manuel Ignacio Gutiérrez | Fabio Navarro         |
| 1981  | Carlos Siachoque        | Alexandre Gussiatnikov   | Fabio Parra           |
| 1982  | Ramazan Galaletdinov    | Jorge Orozco             | Enrique Campos        |
| 1983  | Mario Medina            | Martín Ramírez           | Alexandre Krasnov     |
| 1984  | Carlos Alba             | Aleksandr Kulikov        | Leonid Arkhipov       |
| 1985  | José Lindarte           | Fernando Correa          | Elio Villamizar       |
| 1986  | Eduardo Alonso          | José Lindarte            | Samuel Villamizar     |
| 1987  | Elio Villamizar         | Fernando Correa          | Pedro Mora            |
| 1988  | Viatcheslav Ekimov      | Luis Barroso Gómez       | Mario Medina          |
| 1989  | Luis Felipe Moreno      | José Villamizar          | Viatcheslav Ekimov    |
| 1990  | José Vicente Díaz       | Augusto Triana           | Alexis Méndez         |
| 1991  | Ángel Yesid Camargo     | Juan Carlos Rosero       | José Jaime González   |
| 1992  | Luis Barroso Gómez      | Josué López              | Santiago Amador       |
| 1993  | Leonardo Sierra         | José Ibáñez              | Omar Pumar            |
| 1994  | Alexis Méndez           | Carlos Maya              | Edinel Figueroa       |
| 1995  | Carlos Maya             | Rónald Bermúdez          | Omar Pumar            |
| 1996  | Raúl Gómez              | Giovanni Vargas          | Omar Pumar            |
| 1997  | César Salazar           | Argiro Zapata            | Hernán Darío Muñoz    |
| 1998  | Julio Blanco            | Álvaro Lozano            | Robinson Merchán      |
| 1999  | Aldrin Salamanca        | Freddy González          | Vladimir Forero       |
| 2000  | Noel Vásquez            | Carlos Maya              | Omar Pumar            |
| 2001  | Noel Vásquez            | Carlos Maya              | Aldrin Salamanca      |
| 2002  | Freddy Vargas           | Noel Vásquez             | José Rujano           |
| 2003  | Hernán Darío Muñoz      | Carlos Maya              | Yeison Delgado        |
| 2004  | José Rujano             | Freddy González          | Carlos Maya           |
| 2005  | José Rujano             | José Chacón              | Carlos Maya           |
| 2006  | Manuel Medina           | José Serpa               | Hernán Buenahora      |
| 2007  | Hernán Buenahora        | Manuel Medina            | Jackson Rodríguez     |
| 2008  | Manuel Medina           | Yeison Delgado           | José Alirio Contreras |
| 2009  | Ronald González         | Tomás Gil                | Yonathan Monsalve     |
| 2010  | José Rujano             | José Alarcón             | Noel Vásquez          |
| 2011  | Manuel Medina           | Carlos Becerra           | Noel Vásquez          |
| 2012  | Jimmy Briceño           | Ronald González          | Manuel Medina         |
| 2013  | Yeison Delgado          | José Chacón              | Carlos Gálviz         |
| 2014  | Carlos Gálviz           | Juan Murillo             | Jonathan Camargo      |
| 2015  | José Rujano             | Juan Murillo             | Yeison Delgado        |
| 2016  | Joseph Chavarría        | Jorge Abreu              | Yosvangs Rojas        |
| 2017  | Yonathan Salinas        | Jimmy Briceño            | Jhorman Flores        |
| 2018  | Pedro Gutiérrez         | Ronald González          | Rafael Medina         |
| 2019  | Jimmy Briceño           | Luis Mora                | Yonathan Salinas      |
| 2020  | Roniel Campos           | Juan José Ruiz           | Kevin Rivera          |
| 2021  | Roniel Campos           | Óscar Sevilla            | Danny Osorio          |
| 2022  | Roniel Campos           | Eduin Becerra            | Didier Merchán        |
| 2023  | José Alarcón            | Juan José Ruiz           | Juan Diego Alba       |
| 2024  | Jonathan Caicedo        | Juan José Ruiz           | Nelson Camargo        |
| 2025  | Eduin Becerra           | Jorge Abreu              | José Alarcón          |

## Statistiques
| Victoires | Coureur                 | Pays      | Années                   |
| --------- | ----------------------- | --------- | ------------------------ |
| 4         | José Rujano             | Venezuela | 2004, 2005, 2010 et 2015 |
| 3         | Martín Emilio Rodríguez | Colombie  | 1966, 1968 et 1971       |
| 3         | Álvaro Pachón           | Colombie  | 1969, 1970 et 1974       |
| 3         | Manuel Medina           | Venezuela | 2006, 2008 et 2011       |
| 3         | Roniel Campos           | Venezuela | 2020, 2021 et 2022       |
| 2         | Fernando Fontes         | Venezuela | 1975 et 1976             |
| 2         | Noel Vásquez            | Venezuela | 2000 et 2001             |
| 2         | Jimmy Briceño           | Venezuela | 2012 et 2019             |

| Victoires | Pays                     |
| --------- | ------------------------ |
| 36        | Venezuela                |
| 19        | Colombie                 |
| 2         | Union soviétique         |
| 1         | Costa Rica Cuba Équateur |